# Memphis stenyo
Memphis stenyo är en fjärilsart som beskrevs av Adalbert Seitz 1890. Memphis stenyo ingår i släktet Memphis och familjen praktfjärilar. Inga underarter finns listade i Catalogue of Life.